# Beaumont (Puy-de-Dôme)
Pour les articles homonymes, voir Beaumont.
Beaumont (/bo.mɔ̃/) est une commune française, située dans le département du Puy-de-Dôme en région Auvergne-Rhône-Alpes. Elle fait partie de l'aire urbaine de Clermont-Ferrand.
Ses habitants sont appelés les Beaumontois.

## Géographie

### Localisation
La commune de Beaumont est située au sud de l'agglomération clermontoise, à 2,8 km à vol d'oiseau au sud de la préfecture de région Clermont-Ferrand ; elle est aussi le chef-lieu (de 1793 à 1801 puis de 1982 à 2015) puis bureau centralisateur d'un canton de trois communes dont le périmètre n'a pas été modifié par le redécoupage des cantons de 2014.

### Communes limitrophes
Les dix communes les plus proches de Beaumont par ordre croissant de distance sont Aubière, Chamalières, Ceyrat, Clermont-Ferrand, Royat, Romagnat, Pérignat-lès-Sarliève, Durtol, Orcines et Saint-Genès-Champanelle. Quatre d'entre elles la jouxtent :
|        | Clermont-Ferrand |          |
|        | Beaumont         | Aubière  |
| Ceyrat |                  | Romagnat |

### Géologie et relief
Le territoire de la commune est bordé à l'ouest par le volcan de Gravenoire, puis par le plateau des Dômes, surmonté par la chaîne des Puys, et à l'est par la plaine de la Limagne.
Un sondage géothermique mené en 1979 dans le quartier de la Mourette dévoile la structure souterraine de la commune, afin de « créer une ressource énergétique capable de subvenir aux besoins de quartiers d'habitation ». À partir d'un forage réalisé à 414 m d'altitude, le sous-sol de la commune est constitué d'« argile calcaire plastique gris vert » sur 385 m de profondeur, de l'argile calcaire et des marnes gris foncé jusqu'à 1 000 m, d'arkoses jusqu'à 1 100 m, puis du granite à 1 105 m. Néanmoins le sondage effectué ne permettait pas d'aboutir du fait d'une température de 45 °C jugée trop froide.

### Hydrographie

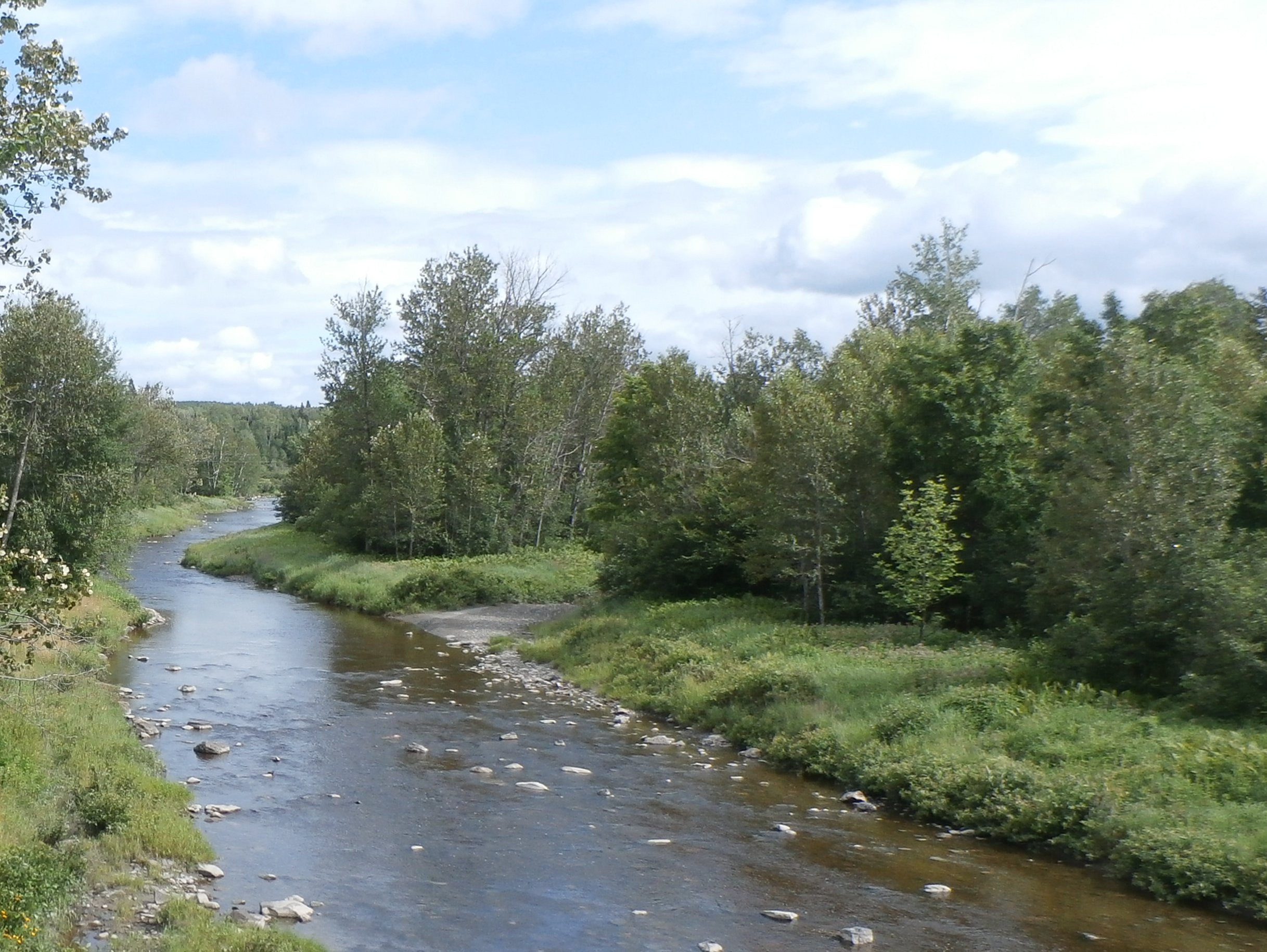
L'Artière.

La commune de Beaumont est traversée par la rivière Artière, affluent de l'Allier. Prenant sa source entre 950 et 970 m d'altitude, elle se compose en fait de deux bras qui confluent au stade de l'Artière à 450 m d'altitude. Les deux bras naissent sur le territoire de la commune voisine de Saint-Genès-Champanelle. Le bras nord, celui de Boisséjour, prend sa source à Manson. Il reçoit au niveau de Boisséjour le ruisseau de Préguille (Prasguille sur le cadastre napoléonien) qui descend de Thèdes. Le bras sud prend sa source à Chatrat. Ce bras se nomme d'abord ruisseau de Saint-Genès et ne prend le nom d'Artière que lorsqu'il sort des gorges de Ceyrat.
Sur la commune même de Beaumont, le lit de la rivière mesure entre trois et quatre mètres de largeur.
Plusieurs franchissements de l'Artière ont été créés, le premier attestant l'existence d'un pont par un document de 1276 sur l'actuelle route de Romagnat, mais aucun pont en dur n'existait ; les premiers datent du XIXe siècle (rue du Sou, ancienne route nationale 89, chemin de Champ Madame).

### Climat
Pour des articles plus généraux, voir Climat d'Auvergne-Rhône-Alpes et Climat du Puy-de-Dôme.
En 2010, le climat de la commune est de type climat océanique dégradé des plaines du Centre et du Nord, selon une étude du Centre national de la recherche scientifique s'appuyant sur une série de données couvrant la période 1971-2000. En 2020, Météo-France publie une typologie des climats de la France métropolitaine dans laquelle la commune est exposée à un climat de montagne ou de marges de montagne et est dans la région climatique  Nord-est du Massif Central, caractérisée par une pluviométrie annuelle de 800 à 1 200 mm, bien répartie dans l’année. 
Pour la période 1971-2000, la température annuelle moyenne est de 10,8 °C, avec une amplitude thermique annuelle de 16 °C. Le cumul annuel moyen de précipitations est de 678 mm, avec 8,5 jours de précipitations en janvier et 6,9 jours en juillet. Pour la période 1991-2020, la température moyenne annuelle observée sur la station météorologique de Météo-France la plus proche, « Clermont-Ferrand », sur la commune de Clermont-Ferrand à 3 km à vol d'oiseau, est de 12,1 °C et le cumul annuel moyen de précipitations est de 563,4 mm,. Pour l'avenir, les paramètres climatiques de la commune estimés pour 2050 selon différents scénarios d'émission de gaz à effet de serre sont consultables sur un site dédié publié par Météo-France en novembre 2022.
| Mois                                  | jan.             | fév.            | mars             | avril           | mai             | juin          | jui.            | août           | sep.            | oct.            | nov.             | déc.             | année     |
| ------------------------------------- | ---------------- | --------------- | ---------------- | --------------- | --------------- | ------------- | --------------- | -------------- | --------------- | --------------- | ---------------- | ---------------- | --------- |
| Température minimale moyenne (°C)     | 0,6              | 0,6             | 3                | 5,3             | 9,1             | 12,6          | 14,5            | 14,4           | 10,9            | 8,3             | 3,9              | 1,4              | 7,1       |
| Température moyenne (°C)              | 4,3              | 5,1             | 8,3              | 10,9            | 14,8            | 18,4          | 20,6            | 20,6           | 16,7            | 13              | 7,9              | 5                | 12,1      |
| Température maximale moyenne (°C)     | 8                | 9,5             | 13,7             | 16,6            | 20,5            | 24,2          | 26,8            | 26,8           | 22,5            | 17,8            | 12               | 8,6              | 17,3      |
| Record de froid (°C) date du record   | −23,1 05.01.1971 | −29 14.02.1929  | −21,3 11.03.1931 | −7,1 08.04.03   | −4,2 02.05.1938 | 1 02.06.1975  | 3,8 03.07.1948  | 2,4 24.08.1980 | −3 24.09.1928   | −9,2 29.10.1997 | −11,8 23.11.1993 | −25,8 18.12.1933 | −29 1929  |
| Record de chaleur (°C) date du record | 22,1 30.01.02    | 25,9 28.02.1960 | 26,6 25.03.1981  | 31,3 16.04.1949 | 33 17.05.1945   | 40,9 26.06.19 | 40,7 31.07.1983 | 40,4 24.08.23  | 36,8 16.09.1987 | 33,2 02.10.23   | 24,7 08.11.15    | 21,9 30.12.1925  | 40,9 2019 |
| Ensoleillement (h)                    | 846              | 1 096           | 1 654            | 1 791           | 1 997           | 2 252         | 2 556           | 2 432          | 1 914           | 136             | 903              | 777              | 19 579    |
| Précipitations (mm)                   | 26,6             | 18,7            | 26,1             | 51,1            | 66,5            | 67,5          | 63,3            | 62             | 57,5            | 48,8            | 46,2             | 29,1             | 563,4     |

### Voies de communication et transports

#### Voies routières
La ville est accessible par l'ancienne route nationale 89 reliant Lyon à Bordeaux. Cependant, la route départementale 2089, numéro utilisé pour les sections de la route nationale déclassée dans le département, ne correspond pas dans cette commune à l'ancienne nationale, mais au contournement sud de la ville (à deux fois deux voies), issu d'une renumérotation de la RD 799 et du déclassement de la RN 189. Ces deux routes croisent la RD 3 au giratoire de Pourliat.
La route départementale 3 passe au centre de la ville. Provenant de Clermont-Ferrand par la rue Étienne-Dolet, elle passe successivement par la rue Alexandre-Varenne et continue vers Romagnat au sud. La RD 777 dessert les quartiers sud et se dirige vers l'est du giratoire à la commune voisine d'Aubière ; il existe aussi une RD 777a, une RD 777b et une RD 777c.
À l'ouest, la RD 767 part du pont de Boisséjour, en direction du quartier de Boisséjour situé sur la commune limitrophe de Ceyrat ; elle permet aussi de rejoindre Royat.
Au nord, la RD 771 relie l'ancienne nationale 89 au quartier Saint-Jacques.

#### Transport en commun
Quatre lignes du réseau de transports en commun T2C desservent la ville :
- la ligne 4 relie le quartier de Trémonteix à Clermont-Ferrand aux Pradeaux à Ceyrat, via la mairie, tous les jours (certains bus effectuent un terminus partiel au pont de Boisséjour) ;
- la ligne 8 relie le quartier de Vallières à Clermont-Ferrand à la place d'Armes ou au quartier de Matussat (arrêt Matussat Châtaigneraie), du lundi au samedi ;
- la ligne 12 relie la place Delille à Clermont-Ferrand au quartier Chambon à Aubière via la place d'Armes et Romagnat, du lundi au samedi. La ligne 27, desservant les quartiers de Clémensat et Opme à Romagnat, double l'itinéraire de la ligne 12 mais ne joue que le rôle de renfort.

## Urbanisme

### Typologie
Au 1er janvier 2024, Beaumont est catégorisée grand centre urbain, selon la nouvelle grille communale de densité à sept niveaux définie par l'Insee en 2022.
Elle appartient à l'unité urbaine de Clermont-Ferrand, une agglomération intra-départementale regroupant 17  communes, dont elle est une commune de la banlieue,,. Par ailleurs la commune fait partie de l'aire d'attraction de Clermont-Ferrand, dont elle est une commune du pôle principal,. Cette aire, qui regroupe 209 communes, est catégorisée dans les aires de 200 000 à moins de 700 000 habitants,.

### Occupation des sols
L'occupation des sols de la commune, telle qu'elle ressort de la base de données européenne d’occupation biophysique des sols Corine Land Cover (CLC), est marquée par l'importance des territoires artificialisés (88,1 % en 2018), en augmentation par rapport à 1990 (66,9 %). La répartition détaillée en 2018 est la suivante : 
zones urbanisées (78,2 %), zones industrielles ou commerciales et réseaux de communication (9,9 %), prairies (6,3 %), zones agricoles hétérogènes (3,1 %), milieux à végétation arbustive et/ou herbacée (2,5 %). L'évolution de l’occupation des sols de la commune et de ses infrastructures peut être observée sur les différentes représentations cartographiques du territoire : la carte de Cassini (XVIIIe siècle), la carte d'état-major (1820-1866) et les cartes ou photos aériennes de l'IGN pour la période actuelle (1950 à aujourd'hui).

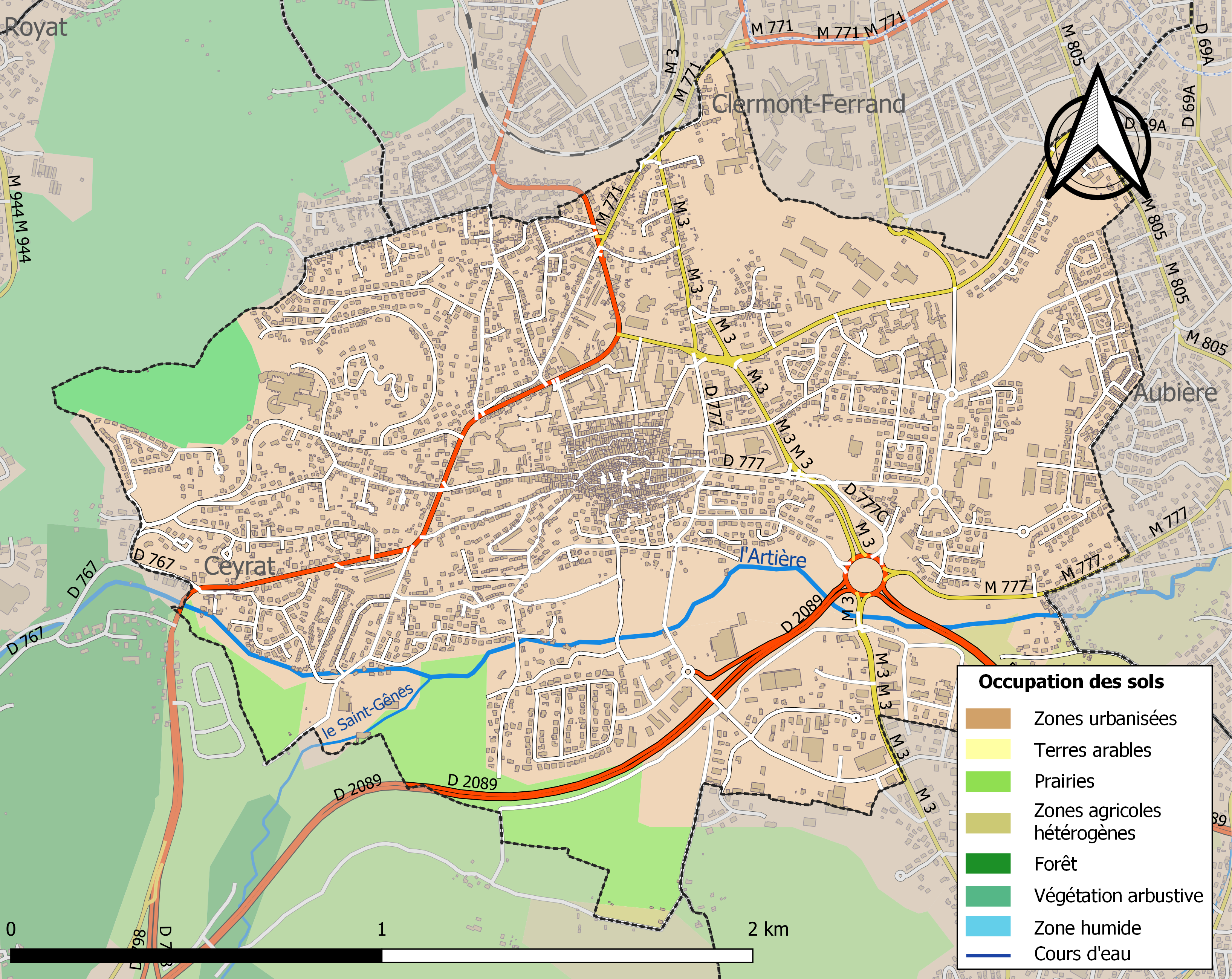
Carte des infrastructures et de l'occupation des sols de la commune en 2018 (CLC).

### Morphologie urbaine
L'urbanisation de la commune s'est accélérée dès 1963.
Le plan local d'urbanisme (PLU) a été approuvé par délibération du conseil municipal du 21 décembre 2005 et révisé à plusieurs reprises.

### Logement
Entre 1968 et 2013, le nombre de logements a presque triplé (6 008 contre 2 274). En 2013, 89,2 % des logements étaient des résidences principales, 1,1 % des résidences secondaires et 9,7 % des logements vacants. Ces logements étaient pour 47,7 % d'entre eux des maisons individuelles et pour 51,5 % des appartements.
La proportion des résidences principales, propriétés de leurs occupants était de 57,9 %, en légère hausse par rapport à 2008 (57,7 %). La part de logements HLM loués vides était de 10,1 %, contre 8,4 % en 2008.

### Risques naturels et technologiques
Beaumont est soumise à quatre risques naturels (inondation, mouvement de terrain, phénomènes liés à l'atmosphère et risque sismique), ainsi qu'à un risque technologique. Elle a élaboré un DICRIM,.
La commune est soumise à plusieurs risques, notamment naturels et technologiques :
- inondation : la rivière Artière a connu plusieurs crues, notamment en 1764, en 1835 et le 10 juin 1992[L09 6] ;
- mouvement de terrain : ce risque est présent dans le secteur de Montpoly, sur une « formation de sables argilo-calcaires sur le substratum basaltique[19] » ;
- phénomènes liés à l'atmosphère ;
- risque sismique : zone de sismicité modérée (niveau 3). Les derniers séismes que la commune a connus et dont l'épicentre est situé dans un rayon de vingt kilomètres eurent lieu en 1477, en 1490, en 1752, en 1892 et en 1935[19].

Le DDRM ne mentionne toutefois pas l'existence d'un risque « transport de matières dangereuses » à l'inverse du DICRIM qui définit ce risque sur le contournement sud de l'agglomération (route départementale 2089).
Deux plans de prévention des risques naturels ont été prescrits dans la commune : un concernant la rivière Artière (risque inondation) approuvé par arrêté préfectoral du 6 mars 2002 et un deuxième concernant divers cours d'eau prescrit le 24 juillet 2014.

## Histoire

### Préhistoire
Le site de Beaumont a été occupé dès le Néolithique. Des fouilles réalisées en 2002 ont montré l'existence d'agriculteurs sédentarisées. Il a été trouvé l'emplacement de douze bâtiments, quatre cabanes, neuf enclos, une palissade, une aire de stockage de denrées comestibles, une aire foyère de production et de consommation et un espace funéraire.
Des fouilles de 2004 ont mis en évidence une aire d'activités comportant des bâtiments et des fosses à côté des premières fouilles.

### Période gallo-romaine
Il a été mis en évidence la présence de villas à côté de la rivière Artière. Elle furent construites dans la première moitié du Ier siècle et abandonnées à la fin du IVe siècle.

### Moyen Âge
Le comte d'Auvergne fonda une abbaye bénédictine pour femmes, probablement à la fin du VIIe siècle ou au début du VIIIe siècle. Cette abbaye connut son apogée à la fin du XIIIe siècle et au milieu du XIVe siècle sous l'impulsion de l'abbesse Ayceline (†1335). La communauté fut dissoute pendant la Révolution française.

### Époque moderne
Le 4 septembre 1764, un orage ravagea Beaumont, Ceyrat, Romagnat et Aubière, et la rivière Artière a débordé ; on compta un Beaumontois noyé et 158 autres « eurent leurs terres ravagées ».

### Période contemporaine
Au cours de la période révolutionnaire de la Convention nationale (1792-1795), la commune a porté le nom de Bourg-Montagne. Elle a également été chef-lieu du canton de sa création pendant la Révolution jusqu'en 1801 avant qu'elle ne devienne commune simple rattachée au canton de Clermont-Ferrand-Sud-Ouest jusqu'en 1982, avant de redevenir chef-lieu de son propre canton avec deux autres communes, par un décret de 1982, puis bureau centralisateur à la suite du redécoupage des cantons de 2014 (le périmètre de ce canton n'étant pas modifié).
Au XXe siècle, Beaumont abandonne progressivement le statut de commune rurale pour devenir ville résidentielle. Elle connut toutefois entre les années 1920 et les années 1960, « de graves pénuries d'eau potable ».
L'urbanisation de la commune s'est accélérée dès 1963, sans tenir compte du risque d'inondation.
Dans les années 1990, un projet de pénétrante passant dans Beaumont avait été élaboré en application du SDAU de 1977 reconduit en 1994. Selon la DDE, cette pénétrante aurait eu pour but d'améliorer les conditions d'accès à Beaumont et au sud de Clermont-Ferrand (CHU Gabriel-Montpied). D'un coût de 200 millions de francs aux conditions économiques de janvier 1997, la réalisation de cette pénétrante, en surface, aurait eu pour conséquence une aggravation de la pollution et une dégradation des conditions de transport des modes doux (piétons et cyclistes).

## Politique et administration

### Tendances politiques et résultats
Aux élections régionales de 2010, le candidat sortant René Souchon a été réélu avec 64,42 % des suffrages exprimés. 52,38 % des électeurs ont voté.
François Hollande a recueilli 60,90 % des voix à l'élection présidentielle de 2012. Au second tour, cette élection a mobilisé 6 758 votants sur les 8 539 inscrits aux listes électorales, soit un taux de participation de 79,14 %.
Aux élections législatives de 2012, la députée Danielle Auroi, élue, a recueilli 58,70 % des suffrages exprimés. 56,90 % des électeurs ont voté.
Aux élections municipales de 2014, le maire sortant s'est représenté, mais a été battu par Alain Dumeil qui a recueilli 51,36 % des voix et qui obtient 25 sièges au conseil municipal dont 2 au conseil communautaire. François Saint-André, qui n'a recueilli que 48,63 % des voix, obtient 8 sièges au conseil municipal dont 1 au conseil communautaire. Le taux de participation à cette élection est de 57,24 % (4 961 votants sur 8 549 inscrits).
Aux élections européennes de 2014, la liste UMP a recueilli 22,55 % des voix, suivie par la liste Union de la gauche avec 19,52 %, puis la liste UDI-MoDem Les Européens avec 13,12 % des voix. La liste FN ne recueille que 12,85 % des voix. 44,48 % des électeurs ont voté.
Aux élections départementales de 2015, le binôme Jean-Paul Cuzin - Anne-Marie Picard (Union de la droite) a recueilli 52,35 % des voix dans la commune. 47,52 % des électeurs ont voté. Le binôme est élu dans le canton.

### Administration municipale
Le nombre d'habitants au dernier recensement étant compris entre 10 000 et 19 999, le nombre de membres du conseil municipal est de 33.
Le conseil municipal, réuni le 4 juillet 2020 pour élire le nouveau maire (Jean-Paul Cuzin), a désigné neuf adjoints.

### Liste des maires
| Période                                  | Période                      | Identité                  | Étiquette   | Qualité |
| ---------------------------------------- | ---------------------------- | ------------------------- | ----------- | --- |
| Les données manquantes sont à compléter. |                              |                           |             | |
| 1790                                     |                              | Mr Costes                 |             | |
| 1792                                     |                              | Mr Pageix                 |             | |
| 1793                                     |                              | Mr Goughon                |             | |
| An II                                    |                              | Mr Faye                   |             | |
| An III                                   |                              | Maurice Maradeix          |             | |
| An IV                                    |                              | Jacques Pageix            |             | |
| An VII                                   |                              | Pierre Pageix             |             | |
| An VIII                                  |                              | Antoine Costes            |             | |
| 1er Empire                               |                              | Antoine Costes            |             | |
| 1815                                     |                              | Jacques Pageix            |             | |
| 1819                                     |                              | Michel Costes             |             | |
| 1833                                     |                              | César de Challier         |             | |
| 1848                                     |                              | Antoine Maradeix          |             | |
| 1855                                     |                              | Antoine Lucquet           |             | |
| 1870                                     |                              | Pierre Bertrandon         |             | |
| 1874                                     |                              | Joseph Costes             |             | |
| 1876                                     |                              | Etienne Bayeron           |             | |
| 1878                                     |                              | Mr Bertrandon-Coupat      |             | |
| 1885                                     |                              | Léger Vignol              |             | |
| 1888                                     |                              | Etienne Bayeron           |             | |
| 1896                                     |                              | Léger Vignol              |             | |
| 1900                                     |                              | Martin Bertrandon         |             | |
| 1912                                     |                              | Joseph Daupeyroux         |             | |
| 1944                                     |                              | Antoine Bonjean (délégué) |             | |
| 1945                                     |                              | Marcel Portier            |             | |
| 1949                                     |                              | Michel Daucher            |             | |
| 1950                                     |                              | Jacques Dhermain          |             | |
| mars 1971                                | juin 1995                    | Robert Couvaud            | UDF-PR      | Conseiller général du canton de Clermont-Ferrand-Sud-Ouest (1979-1982) Conseiller général du canton de Beaumont (1982-1992)                                      |
| juin 1995                                | mars 2001                    | Alain Dumeil              | UDF puis DL | Technicien en radiologie |
| mars 2001                                | mars 2014                    | François Saint-André      | DVG         | Médecin |
| mars 2014                                | 4 juillet 2020               | Alain Dumeil              | UMP-LR,     | Technicien en radiologie |
| 4 juillet 2020                           | En cours (au 5 juillet 2020) | Jean-Paul Cuzin           | DVC         | Conseiller départemental du canton de Beaumont (depuis 2015) 1er vice-président du conseil départemental du Puy-de-Dôme chargé des moyens généraux (depuis 2021) |

### Rattachements administratifs et électoraux
Sur le plan administratif, Beaumont dépendait du district de Clermont-Ferrand en 1793 puis de l'arrondissement de Clermont-Ferrand depuis 1801. Elle fut chef-lieu de canton de 1793 à 1801, avant de devenir commune simple rattachée au canton de Clermont-Ferrand-Sud-Ouest jusqu'en 1982, année où elle redevient chef-lieu. Le canton n'est pas modifié à la suite du redécoupage cantonal de 2014.
Sur le plan judiciaire, Beaumont dépend de la cour administrative d'appel de Lyon, de la cour d'appel de Riom, de la cour d'assises du Puy-de-Dôme, des tribunaux administratif, tribunal d'instance, de grande instance et de commerce de Clermont-Ferrand.

### Politique environnementale
En 1954, la commune adhérait au syndicat intercommunal d'assainissement des bassins de l'Artière, de la Tiretaine et du Bédat. La compétence assainissement revient à Clermont Auvergne Métropole depuis la création de celle-ci. Un bassin d'orage a été aménagé près du carrefour giratoire du Pourliat et inauguré en 2002.
La commune, en plus de rénover l'éclairage public, a modifié les modalités d'extinction de l'éclairage nocturne de ses rues. Depuis le 24 novembre 2014, un lampadaire sur deux est allumé entre 23 h 30 et 4 h 30 dans les secteurs ouest et nord-ouest de la commune.
La gestion des déchets est assurée par la communauté d'agglomération. La déchèterie la plus proche est située à Romagnat.

### Jumelages
| Ville | Ville     | Pays | Pays      | Période                 |
| ----- | --------- | ---- | --------- | ----------------------- |
|       | Bopfingen |      | Allemagne | depuis le 29 avril 1989 |
|       | Russi,    |      | Italie    | depuis le 7 mars 2004   |

Russi et Bopfingen, jumelées depuis 1997, constituent un cas de jumelage tripartite avec Beaumont depuis 2004.

## Population et société

### Démographie

#### Évolution démographique
L'évolution du nombre d'habitants est connue à travers les recensements de la population effectués dans la commune depuis 1793. Pour les communes de plus de 10 000 habitants les recensements ont lieu chaque année à la suite d'une enquête par sondage auprès d'un échantillon d'adresses représentant 8 % de leurs logements, contrairement aux autres communes qui ont un recensement réel tous les cinq ans,.

En 2022, la commune comptait 10 787 habitants, en évolution de −1,72 % par rapport à 2016 (Puy-de-Dôme : +2,1 %, France hors Mayotte : +2,11 %).
| 1793  | 1800  | 1806  | 1821  | 1831  | 1836  | 1841  | 1846  | 1851  |
| ----- | ----- | ----- | ----- | ----- | ----- | ----- | ----- | ----- |
| 1 465 | 1 642 | 1 796 | 1 856 | 1 858 | 1 953 | 1 820 | 1 919 | 1 846 |

| 1856  | 1861  | 1866  | 1872  | 1876  | 1881  | 1886  | 1891  | 1896  |
| ----- | ----- | ----- | ----- | ----- | ----- | ----- | ----- | ----- |
| 1 741 | 1 686 | 1 563 | 1 515 | 1 439 | 1 479 | 1 474 | 1 404 | 1 388 |

| 1901  | 1906  | 1911  | 1921  | 1926  | 1931  | 1936  | 1946  | 1954  |
| ----- | ----- | ----- | ----- | ----- | ----- | ----- | ----- | ----- |
| 1 302 | 1 251 | 1 328 | 1 578 | 2 345 | 2 779 | 2 780 | 3 723 | 4 405 |

| 1962  | 1968  | 1975  | 1982  | 1990  | 1999   | 2006   | 2011   | 2016   |
| ----- | ----- | ----- | ----- | ----- | ------ | ------ | ------ | ------ |
| 6 297 | 6 930 | 7 580 | 8 023 | 9 465 | 10 741 | 11 214 | 10 908 | 10 976 |

| 2021   | 2022   | - | - | - | - | - | - | - |
| ------ | ------ | - | - | - | - | - | - | - |
| 10 650 | 10 787 | - | - | - | - | - | - | - |

Sur la période 2008-2013, la commune enregistrait un taux annuel moyen de variation nul, alors qu'il était positif sur l'intervalle précédent (1999-2008) : + 0,2 %, et encore plus sur 1990-1999 : + 1,4 %. Le taux de natalité s'élevait, pour l'intervalle 2008-2013, de 9,2 ‰ et celui de mortalité de 8,2 ‰. Le solde migratoire, positif à la fin du XXe siècle, est devenu négatif.
En 2013, on comptait 5 355 ménages (soit 10 664 habitants), dont 40,7 % sont des ménages d'une personne et 57 % avec familles. Parmi les 3 056 ménages avec famille, 35,4 % étaient des couples avec enfants, 14,9 % des familles monoparentales et 49,7 % des couples sans enfant.

#### Pyramide des âges
En 2018, le taux de personnes d'un âge inférieur à 30 ans s'élève à 32,9 %, soit en dessous de la moyenne départementale (34,2 %). À l'inverse, le taux de personnes d'âge supérieur à 60 ans est de 29,0 % la même année, alors qu'il est de 27,9 % au niveau départemental.
En 2018, la commune comptait 5 026 hommes pour 5 767 femmes, soit un taux de 53,43 % de femmes, légèrement supérieur au taux départemental (51,59 %).
Les pyramides des âges de la commune et du département s'établissent comme suit.
| Hommes | Classe d’âge | Femmes |
| ------ | ------------ | ------ |
| 0,5    | 90 ou +      | 2,0    |
| 7,4    | 75-89 ans    | 10,2   |
| 17,6   | 60-74 ans    | 19,9   |
| 20,8   | 45-59 ans    | 20,9   |
| 18,2   | 30-44 ans    | 16,4   |
| 19,6   | 15-29 ans    | 16,9   |
| 15,8   | 0-14 ans     | 13,7   |

| Hommes | Classe d’âge | Femmes |
| ------ | ------------ | ------ |
| 0,7    | 90 ou +      | 2,1    |
| 7,4    | 75-89 ans    | 10,2   |
| 17,7   | 60-74 ans    | 18,6   |
| 20,2   | 45-59 ans    | 19,2   |
| 18,4   | 30-44 ans    | 17,4   |
| 18,6   | 15-29 ans    | 17,2   |
| 17     | 0-14 ans     | 15,3   |

### Enseignement
Beaumont dépend de l'académie de Clermont-Ferrand. Elle gère les deux écoles maternelle et élémentaire Jean-Zay et du Masage.
Le conseil départemental du Puy-de-Dôme gère de son côté le collège public Molière, assurant une section européenne ou de langue orientale. Par défaut, tous les élèves se rendent dans ce collège qui reçoit aussi les élèves de la commune de Saint-Genès-Champanelle.
Les lycéens se rendent à Clermont-Ferrand : au lycée Jeanne-d'Arc pour les filières générales, à La Fayette ou Roger-Claustres pour la filière STI2D, à Sidoine-Apollinaire pour la filière STMG.
En 2013, sur une population non scolarisée de 8 185 habitants de quinze ans ou plus, 22,2 % n'étaient titulaires d'aucun diplôme, ou au mieux d'un brevet d'études du premier cycle ou d'un diplôme national du brevet, 20,4 % d'un CAP ou d'un BEP, 18,1 % d'un baccalauréat et 39,2 % d'un diplôme de l'enseignement supérieur.

### Manifestations culturelles et festivités

#### Fête des Cornards
L'histoire voudrait qu'au XIXe siècle, durant la messe du dimanche matin dans l'église Notre-Dame de la Rivière, un bouc se soit introduit dans le bâtiment.
Le Curé voyant l'animal entré dans le lieu saint, alors que toute la population le regardait et écoutait son homélie sur l'adultère, s'est mis à invectiver l'animal en lui disant « Vous le cornard, sortez d'ici ! ».
Une grande partie des Hommes se seraient alors levés pour quitter l'église.
Depuis, chaque année à la même date, une fête avec manèges et défilés de chars majorettes, de fanfares, et de danseurs, est organisée.
À la fin des deux jours de festivités, se déroulant durant le week-end de Pâques, l'effigie du bouc en papier, promené sur l'un des chars, est brûlé pour conjurer ce mauvais sort.
Un feu d'artifice est tiré le dimanche soir aux abords de la mairie.
À l'occasion de cette fête est aussi élue Miss Beaumont.
Pour finir une brioche avec des pointes est spécialement fabriquée par les boulangers de la Commune avec le nom de Cornard.
La fête des Cornards est l'une des dernières à attirer un aussi grand nombre de forains sur une commune limitrophe de Clermont-Ferrand.

### Santé
- Clinique de la Châtaigneraie

### Sports
Dix-sept associations sportives siègent à Beaumont. La ville compte plus de trois mille licenciés sportifs, plusieurs gymnases, plusieurs courts de tennis, ainsi que des terrains de football et de rugby.

### Médias
Les kiosques et quelques supermarchés vendent La Montagne.
La ville édite cinq fois par an le magazine municipal, Beaumont, notre ville.

## Économie

### Revenus de la population et fiscalité
En 2011, le revenu fiscal médian par ménage s'élevait à 31 356 €, ce qui plaçait Beaumont au 13 433e rang des communes de plus de quarante-neuf ménages en métropole.

### Emploi
En 2013, la population âgée de quinze à soixante-quatre ans s'élevait à 7 360 personnes, parmi lesquelles on comptait 72,5 % d'actifs dont 66 % ayant un emploi et 6,5 % de chômeurs.
On comptait 361 emplois dans la zone d'emploi. Le nombre d'actifs ayant un emploi résidant dans la zone étant de 4 900, l'indicateur de concentration d'emploi est de 68,6 %, ce qui signifie que la commune offre moins d'un emploi par habitant actif.
La population active de 15 à 64 ans s'élevait à 5 335 personnes, dont 4 861 ayant un emploi
4 424 des 4 900 personnes âgées de quinze ans ou plus sont des salariés. Seuls 16,1 % des actifs travaillent dans la commune de résidence.

### Entreprises
Au 1er janvier 2014, Beaumont comptait 490 entreprises : 26 dans l'industrie, 66 dans la construction, 257 dans le commerce, les transports et les services divers et 141 dans le secteur administratif.
En outre, elle comptait 559 établissements.

### Agriculture
Au recensement agricole de 2010, la commune comptait une seule exploitation agricole, contre deux en 2000 et trois en 1988. La superficie agricole utilisée sur les rares exploitations de la commune était nulle en 2010, contre six hectares en 2000 et vingt-cinq en 1988.

### Commerce et services
Beaumont compte vingt-huit commerces d'après la base permanente des équipements de 2015 : quatre supermarchés, une grande surface de bricolage, quatre boulangeries, trois boucheries-charcuteries, un magasin de produits surgelés, deux librairies-papeteries ou vendeurs de journaux, trois magasins de vêtements, deux magasins d'électroménager et de matériel audio-vidéo, un magasin de meubles, un magasin d'articles de sports et de loisirs, quatre fleuristes, un magasin d'optique et une station-service.

### Tourisme
Au 1er janvier 2016, la commune ne comptait aucun hôtel, camping ou autre hébergement collectif.

## Culture locale et patrimoine

### Lieux et monuments

#### Bâtiments religieux existants

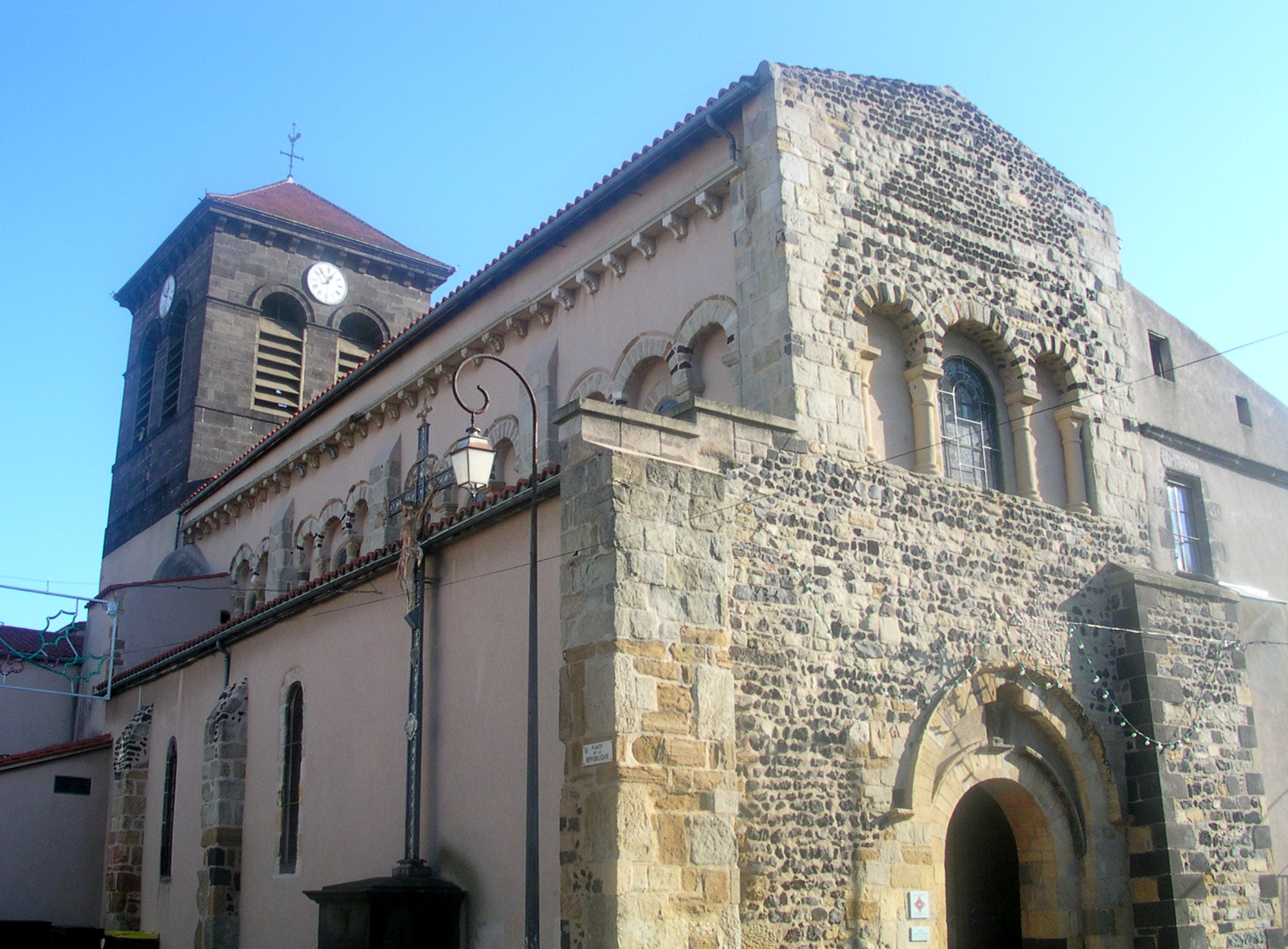
Église Saint-Pierre de Beaumont.

- Abbaye Saint-Pierre dont il subsiste l'église de style roman et des vestiges du cloître. L'église actuelle a été construite probablement entre 1060 et 1090.  C'est un important témoignage de l'art roman auvergnat de la seconde moitié du XIe siècle, en particulier par l'abondance de ses sculptures et le caractère unique en Auvergne de son chevet d'inspiration francilienne. Le choix d'un berceau traversal à la croisée du transept est assez peu commun. Le clocher roman à la croisée du transept fut détruit en 1793 et reconstruit en 1826. La nef, élevée dans un second temps, peut-être au début du XIIe siècle, est plus haute que le chœur, de cinq mètres, le berceau reposant sur un étage de baies, contrebouté par les demi-berceaux des bas-côtés[50]. L'église communiquait avec le cloître de l'abbaye bénédictine. Sa fondation est extrêmement ancienne, attestée par la présence d'un chapiteau mérovingien et d'autres qui sont carolingiens, remployé dans l'édifice roman. Elle a une architecture de plan basilical[51]. Après la Révolution, le cloître et les bâtiments de l'abbaye ont été modifiés et transformés en habitation.
- Église Notre-Dame de la Rivière : construite entre la fin du XIe et le début du XIIe siècle, elle a été fortement remaniée au cours de l'histoire. Désormais elle sert de lieu d'exposition.
- Oratoire de l'agneau (1855, chapelle néogothique).
- Église Jean-Marie Vianney (1960).

#### Bâtiments religieux disparus
- Église Saint-Guillaume (du Moyen Âge au XVIIe siècle), située au nord de la commune probablement à côté de la rue Robert Noël. Dans cette rue furent découvertes des sépultures médiévales.

#### Autres lieux et monuments
Réalisation d'une œuvre monumentale de Guillaume Bottazzi.

### Patrimoine culturel

#### Cinéma
- En 1955, Gilles Grangier tourna au pont de Boisséjour une scène du film Gas-oil, avec Jean Gabin et Jeanne Moreau. On y voit en particulier le tram électrique qui passait à Beaumont jusqu'en 1956.

### Personnalités liées à la commune
- Alexandre Bouchet (né à Beaumont, 1876) : général français, pionnier de l'aviation militaire
- Aurélien Rougerie (né à Beaumont, 1980) : joueur de rugby à XV.
- Nicolas Barthomeuf (né à Beaumont, 1986) : joueur de rugby à XV.
- Sylvain Georges (né à Beaumont, 1984) : coureur cycliste français.
- Audrey Tautou (née à Beaumont, 1976) : mannequin et actrice.
- Roger Fournier (décédé à Beaumont, 1967) : sénateur
- Régis Mailhot (né à Beaumont, 1977) : humoriste.
- Jessy Trémoulière (née à Beaumont, 1992) : internationale de rugby à XV et à sept. Elle est élue par World Rugby meilleure joueuse du monde 2018[52].
- Rémy Falgoux (né à Beaumont, 1996) : skieur alpin
- Alexis Phelut (né à Beaumont, 1998) : athlète spécialiste du 3000m steeple. Vice champion d'Europe juniors 2017 et vice champion d'Europe espoirs 2019. 12e des Jeux Olympiques de Tokyo 2020.